# Baita Segantini
Horská chata Baita Segantini se nachází v horské skupině Pale di San Martino v nadmořské výšce 2291 metrů nad průsmykem Passo Rolle na horském sedle Passo Costazza. Chata byla pojmenována po Giovannim Segantini, známém krajináři z Arca.

## Poloha
Baita Segantini je přístupná po horské cestě odbočující na vrcholu průsmyku Passo Rolle a spojující jej přes horské sedlo Passo Costazza s údolím Val Venegia odbočujícím z údolí Val Travignolo. Pěšky trvá cesta k chatě cca 40 minut. V letním období je k chatě provozována doprava dodávkovými automobily ze sedla Passo Rolle. Od chaty se nabízí nádherný panoramatický výhled na horskou skupinu Pale di San Martino s jejími dvěma nejvyššími vrcholy - Cima di Vezzana a Cimon della Pala.

## Historie
Chatu postavil v roce 1936 horolezec Alfredo Paluselli ze Ziano di Fiemme, který zde žil na samotě po celých 35 let.

## Výstupy
- Monte Mulaz - 2906 m
- Castellaz - 2333 m

## Galerie

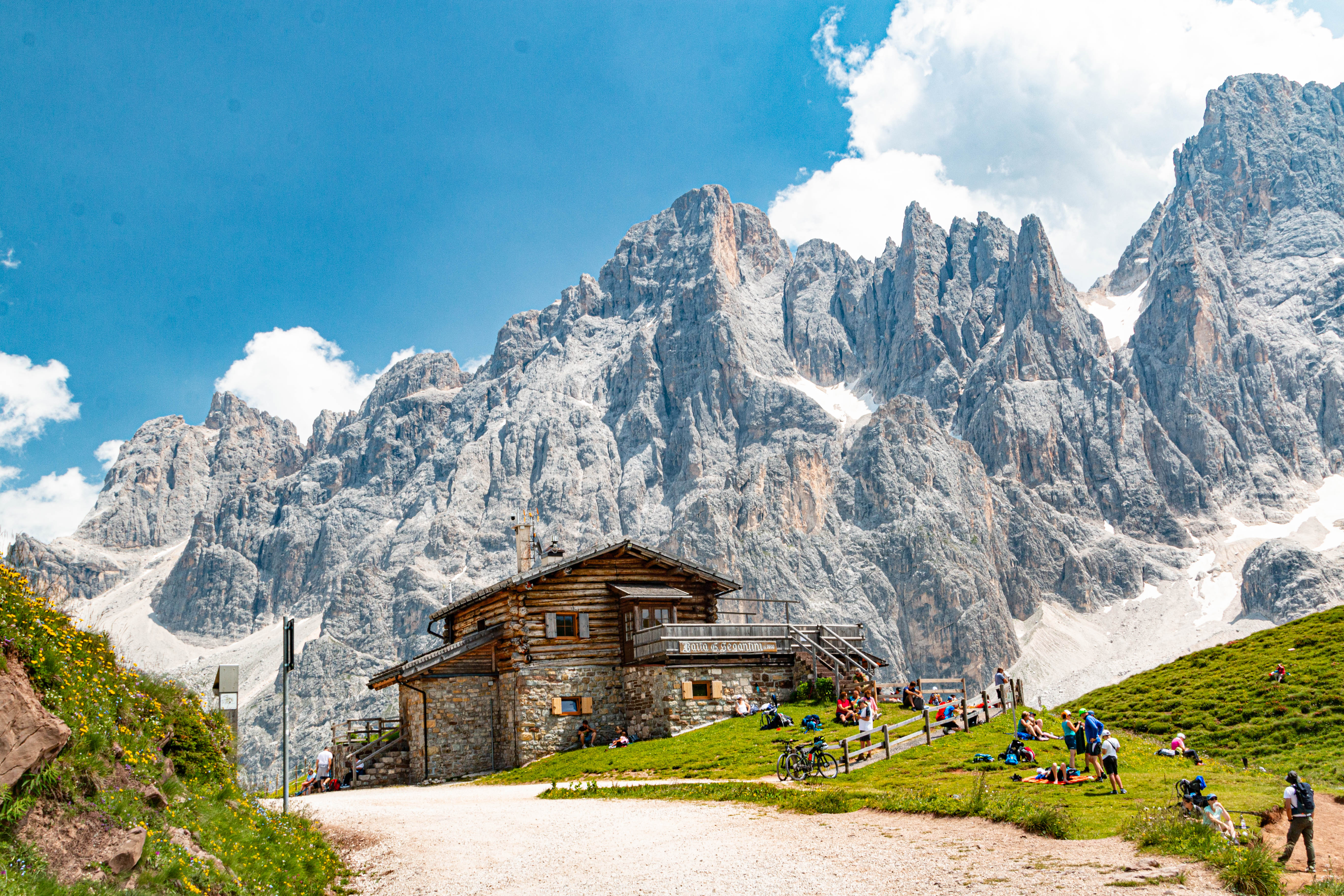
Baita Segantini
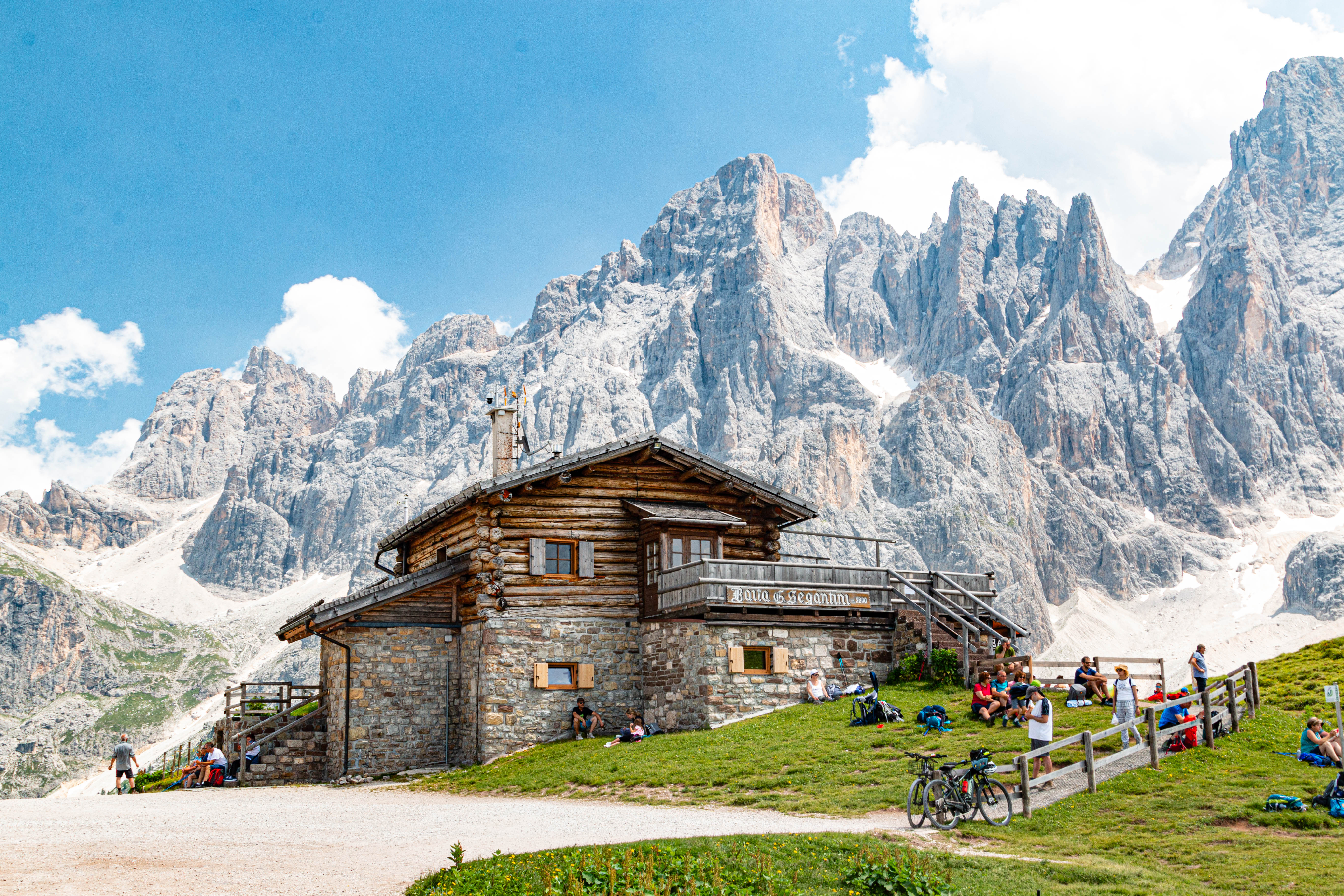
Baita Segantini
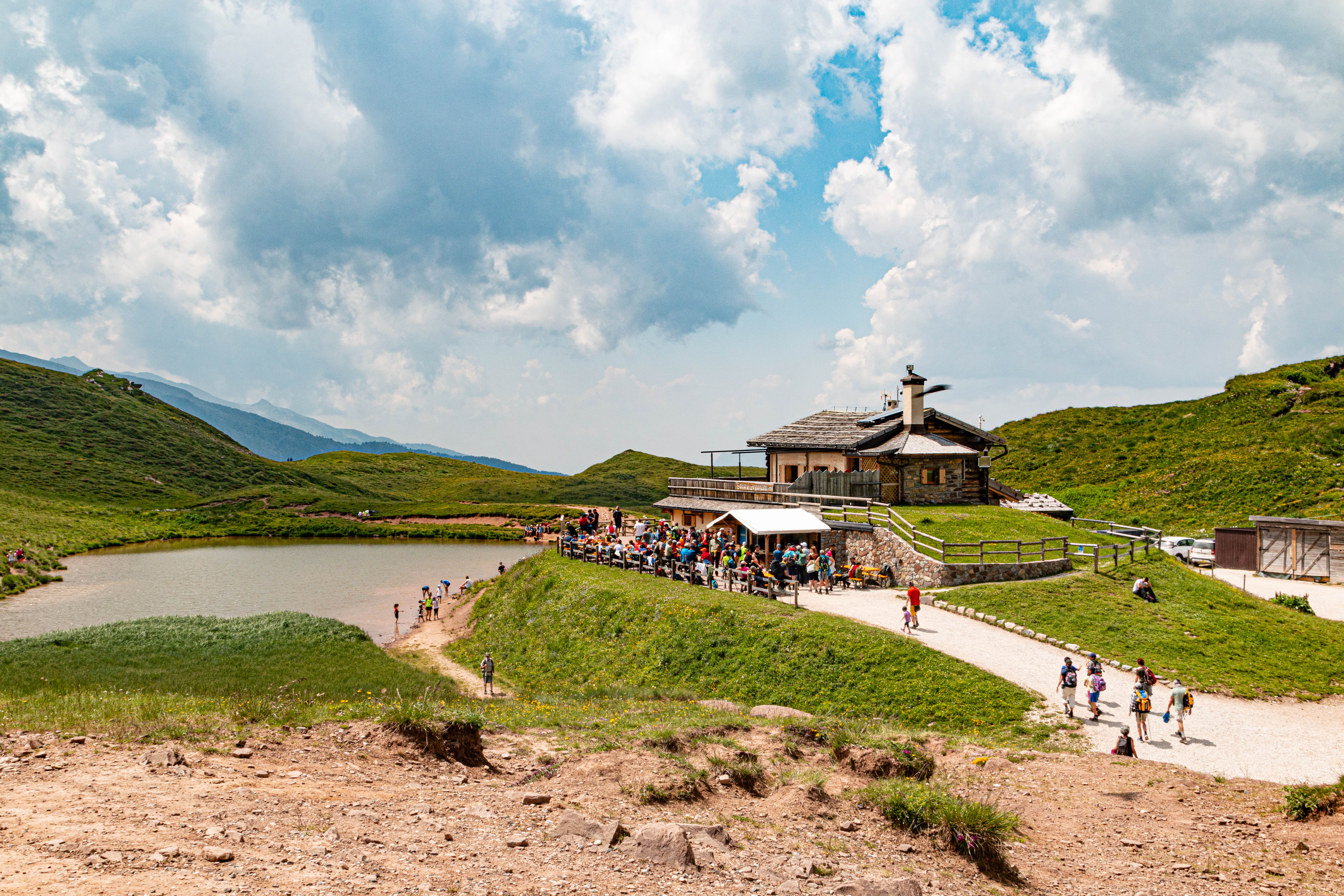
Baita Segantini
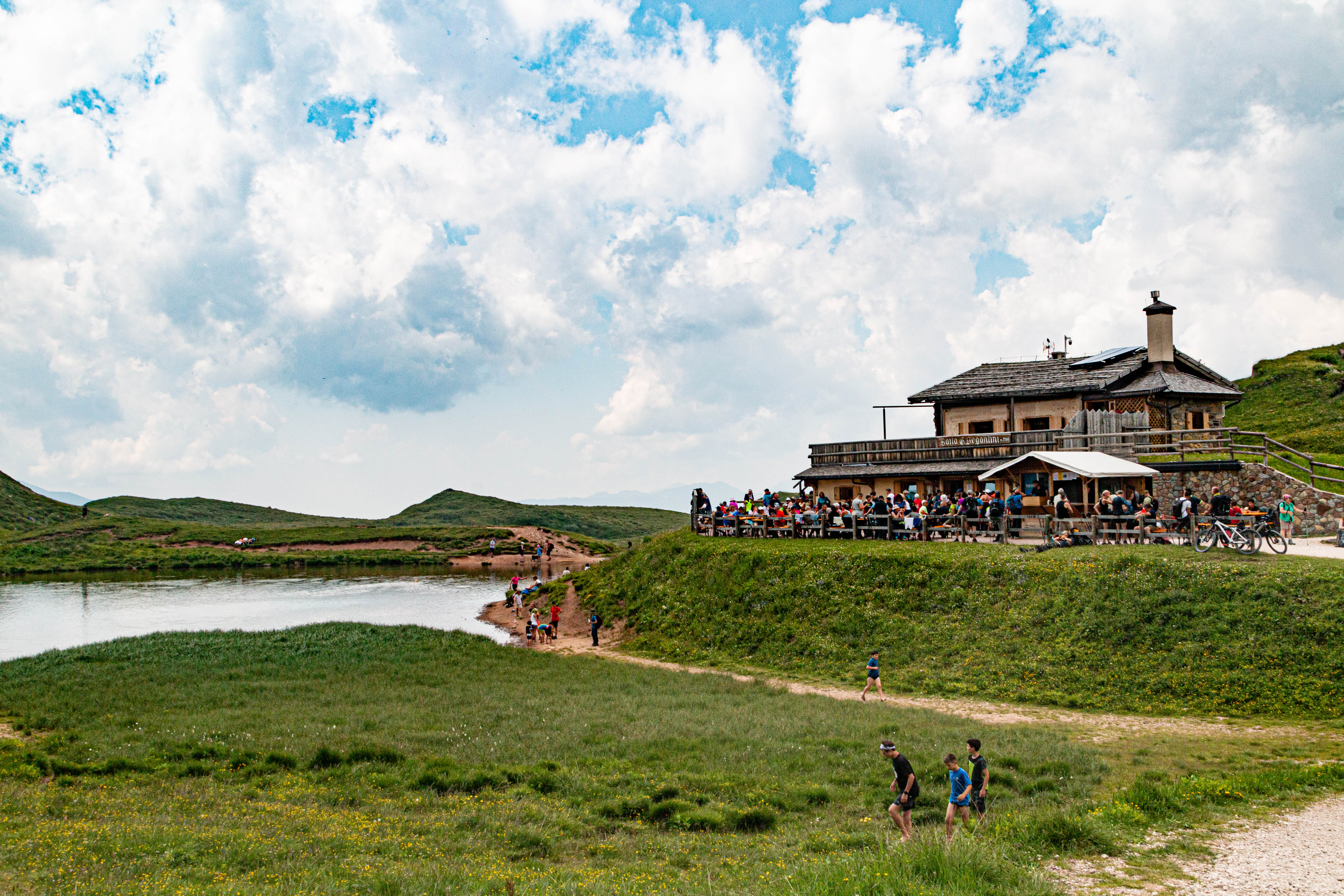
Baita Segantini
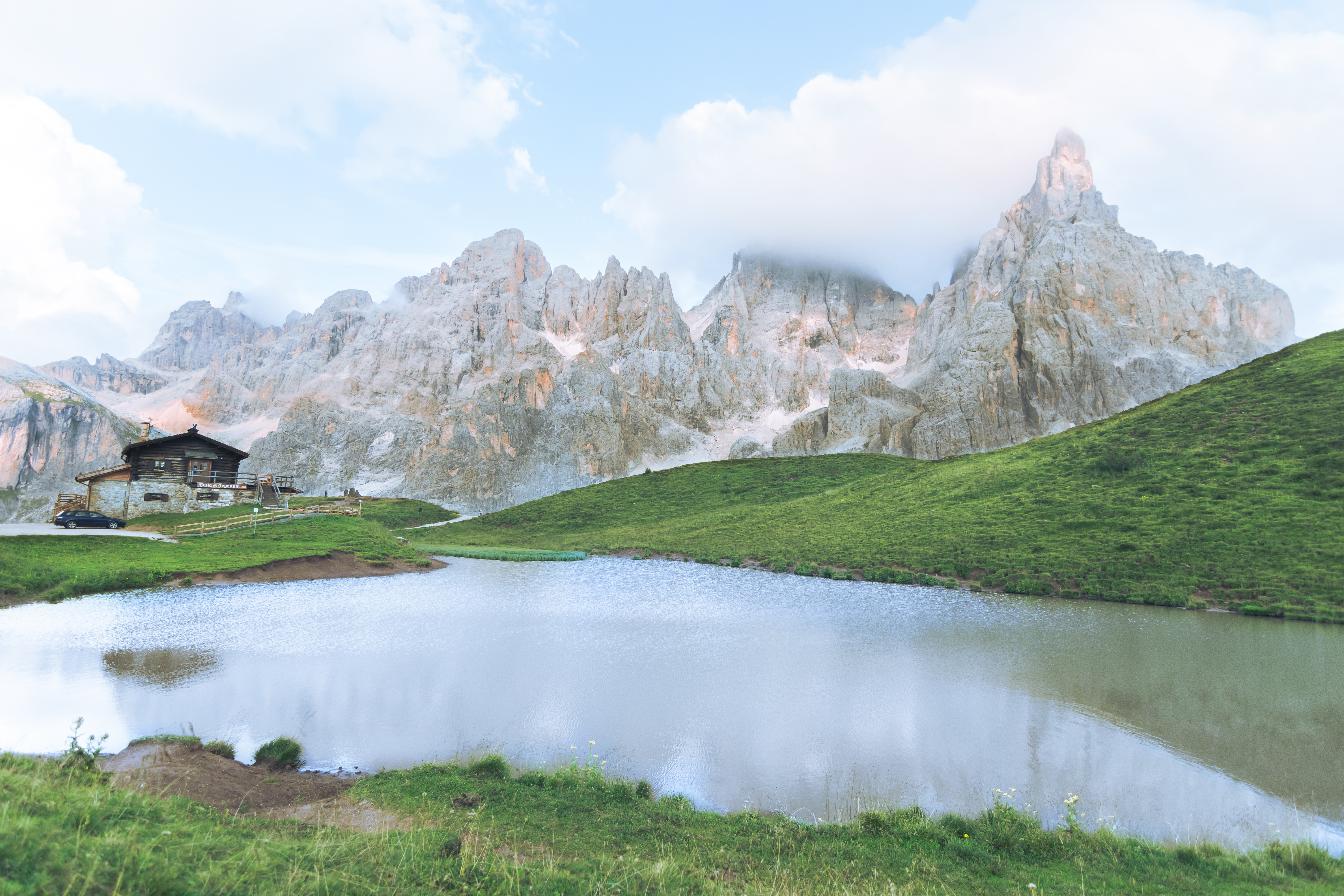
jezero u Baita Segantini

## Mapy
- Tabacco-Wanderkarte: Blatt 022 Pale di San Martino (1:25.000). ISBN 978-88-8315-022-7